# Убиецът (филм, 2023)
„Убиецът“ (на английски: The Killer) е американски екшън филм от 2023 година на режисьора Дейвид Финчър.

## Актьорски състав
| Актьор           | Роля                                                    |
| ---------------- | ------------------------------------------------------- |
| Майкъл Фасбендър | Професионален Убиец                                     |
| Тилда Суинтън    | Експерт – колега на убиеца, живуща в Ню Йорк[ неясно? ] |
| Чарлз Парнел     | Адвокат Ходжис – уредник на Убиеца                      |
| Арлис Хауърд     | Клейборн – бизнесмен милиардер и клиент на Убиеца       |
| Кери О'Мали      | Долорес – офис администратор, който работи за Ходжис    |
| Софи Шарлот      | Магдала – приятелката на Убиеца                         |
| Емилиано Перния  | Маркус – братът на Магдала                              |
| Габриел Поланко  | Лео – таксиметровият шофьор                             |
| Сала Бейкър      | „Грубият“ – убиец, който живее във Флорида              |
| Моник Гандертън  | Доминантката                                            |